# Léon Frapié
Léon Eugène Frapié, född 27 januari 1863 i Paris, död där 29 september 1949, var en fransk romanförfattare som började sin karriär som tidningsskribent. Frapié tilldelades Goncourtpriset 1904 för La Maternelle, en realistisk berättelse om en skola i ett fattigt kvarter. Den boken är den enda som utkommit på svenska, Storstadsbarn (översatt av Hans och Marianne Levander, Saxon & Lindström, 1944).